# Atarba setilobata
Atarba setilobata är en tvåvingeart som beskrevs av Alexander 1964. Atarba setilobata ingår i släktet Atarba och familjen småharkrankar.
Artens utbredningsområde är Jamaica. Inga underarter finns listade i Catalogue of Life.